# Värnamo sparbank
Värnamo sparbank, senare Finnvedens sparbank, var en sparbank i Värnamo 1836–1986.
Initiativtagare till banken var major greve Jacob Hamilton på Hörle. Den öppnade 1836 och var då sparbank för Värnamo pastorat och öppen för insättare från hela Östbo härad.
Sparbanken hade sitt huvudkontor på Storgatan i ett hus byggt år 1921-1923 efter Harald Berglins ritningar.
Under 1960- och 1970-talen uppgick flera närliggande sparbanker i Värnamo sparbank, vilket ledde till att namnet år 1965 ändrades till Finnvedens sparbank. De sparbanker som togs över var:
- Forsheda sparbank, grundad 1886, togs över 1961.[5]
- Anderstorps sparbank, grundad 1871, togs över 1963.[6]
- Bors sparbank, grundad 1922 som Gällaryds sparbank, uppgick 1965.[7]
- Västbo härads sparbank, grundad 1860, uppgick 1967.[8]
- Bredaryds sparbank, grundad 1873, uppgick 1967.[8]
- Södra Unnaryds sparbank, grundad 1912, uppgick 1967.[8]
- Skillingaryds sparbank, grundad 1877 som Tofteryds sockens sparbank, uppgick 1969.[9]
- Gislaveds sparbank, grundad 1876 som Båraryds sockens sparbank, uppgick 1975.[10]
- Rydaholms sparbank, grundad 1871, uppgick 1983.[11]

Finnvedens sparbank uppgick år 1986 i Sparbanken Alfa tillsammans med flera av andra medelstora regionala sparbanker. Den uppgick sedermera i Sparbanken Sverige som senare blev en del av Swedbank.